# 網紋礁蟾魚
網紋礁蟾魚（学名：Sanopus reticulatus），為輻鰭魚綱蟾魚目蟾魚科的其中一種，被IUCN列為次級保育類動物，分布於西大西洋區的墨西哥猶加敦半島海域，為底棲性魚類。

## 外部連結
- 網紋礁蟾魚的圖片 （页面存档备份，存于）